# وانپاریس
وانپاریس (انگلیسی: Vanparys) شرکت صنایع غذایی بلژیکی است، که در سال ۱۸۸۹ تأسیس شد.